# Socialistenmars
De Socialistenmars was een van de meest populaire socialistische strijdliederen in de eerste helft van de twintigste eeuw. 
Het lied werd in 1898 geschreven door Adolf Samson de Levita, voorzitter van het Amsterdamse zangkoor De Stem des Volks, op muziek van de Oostenrijkse componist Carl Gramm en veelvuldig ten gehore gebracht op de VARA-radio en op bijeenkomsten van de SDAP.

## De tekst
De tekst luidt:
Op socialisten, sluit de rijen,
Het rode vaandel volgen wij.
Het geldt den arbeid te bevrijden,
Verlossing uit de slavernij!
Op socialisten, sluit de rijen,
Het rode vaandel volgen wij.
Het geldt den arbeid te bevrijden,
Verlossing uit de slavernij!
All' aards geluk, all' zonnepracht,
All' geesteslicht, all' wetensmacht,
Zij aan het zwoegend volk gegeven!
Dat is het doel waarnaar wij streven!
Dat is ons heilig ideaal!
Dat is ons heilig ideaal!
Aan u, o volk, de zegepraal!
Aan u, o volk, de zegepraal!
Gij miljoenen proletaren,
In dorp en stad en mijn en veld,
Die, om een karig loon te garen,
Met zware arbeid wordt gekweld.
Gij miljoenen proletaren,
In dorp en stad en mijn en veld,
Die, om een karig loon te garen,
Met zware arbeid wordt gekweld.
Leent ons gehoor en sluit u aan,
Vereend kan niets uw kracht weerstaan.
Uit nood en leed u zien geheven,
Dat is het doel waarnaar wij streven!
Dat is ons heilig ideaal!
Dat is ons heilig ideaal!
Aan u, o volk, de zegepraal!
Aan u, o volk, de zegepraal!
Niet met de waap'nen der barbaren,
Met kruit noch degen kampen wij.
Het geesteszwaard der vrijheidsscharen,
Brengt slechts de zegen aan hun zij
Niet met de waap'nen der barbaren,
Met kruit noch degen kampen wij.
Het geesteszwaard der vrijheidsscharen,
Brengt slechts de zege aan hun zij
Dat vrede heers', dat welstand bloei',
Dat vreugd' en hope eens doorgloei'
Des werkers huis, des werkers leven,
Dat is het doel waarnaar wij streven!
Dat is ons heilig ideaal!
Dat is ons heilig ideaal!
Aan u, o volk, de zegepraal!
Aan u, o volk, de zegepraal!